# Banca Monte dei Paschi di Siena
A Banca Monte dei Paschi di Siena vagy BMPS a világ legrégebbi ma is működő bankja.
Eszközei alapján Olaszország harmadik legnagyobb kereskedelmi bankja (a Ricerche e Studi 2014-es adatokat használó kutatása szerint). (A Banco Popolare és a Banca Popolare di Milano tervezett egyesülése azonban 2015-ös adatok alapján a negyedik helyre csúsztathatje vissza a BMPS-t.)
A bankot 1472-ben alapította az akkor városállam Siena magisztrátusa, jótékony zálogházként mint a romboló uzsorakölcsön alternatíváját. Ezzel új intézménytípus született (monte di pietà), amelynek a nevében is benne volt az ájtatosság (olaszul pietà).
1955-ben állami cégből Società per Azioni (S.p.A.) típusú részvénytársasággá alakították. A neve is megváltozott: Monte dei Paschi di Sienáról Banca Monte dei Paschi di Sienára. A melléktermék a Fondazione Monte dei Paschi di Siena volt, egy alapítvány, amely folytatta a bank eredeti jótékonysági tevékenységét.
A BMPS-t 2013-ban az állam mentette meg egy 4,1 milliárd eurós (kb. 1.23 trillió forint) tőkeinjekcióval. Ez előtt a legnagyobb tulajdonosa a Fondazione Monte dei Paschi di Siena volt.
2016 végére a bank ismét jelentős külső segítségre szorult.